# Coupe d'Italie de football 1970-1971
Navigation
Coupe d'Italie 1969-1970 Coupe d'Italie 1971-1972
La Coupe d'Italie de football 1970-1971, est la 24e édition de la Coupe d'Italie. Le vainqueur, le Torino remporte son quatrième titre et se qualifie pour la Coupe d'Europe des vainqueurs de coupe de football 1971-1972.

## Déroulement de la compétition
La compétition se déroule suivant le même format que la saison précédente. Au premier tour, les seize équipes de Serie A et les vingt-deux de Serie B sont réparties dans 9 groupes de 4, les équipes se rencontrent une seule fois. Les huit meilleurs premiers de groupe se qualifient pour les quarts de finale, donc un vainqueur de groupe sera éliminé (pour cette édition l'AC Monza et l'AS Novare étant à égalité de point il fallut jouer un match décisif qui sera remporté 5 à 3 aux tirs au but par Monza).
Après les quarts de finale, les quatre vainqueurs jouent dans un mini-championnat en match aller et retour. Le vainqueur remporte la Coupe d'Italie, il n'y a donc pas de finale.

### Quart de finale
| Équipe     | Aller | Total | Retour | Équipe      |
| ---------- | ----- | ----- | ------ | ----------- |
| Torino     | 1 - 0 | 2 - 0 | 1 - 0  | AS Roma     |
| Fiorentina | 2 - 1 | 4 - 1 | 2 - 0  | AC Monza    |
| AC Milan   | 2 - 0 | 6 - 0 | 4 - 0  | US Livourne |
| SSC Naples | 1 - 0 | 3 - 0 | 2 - 0  | AC Cesena   |

### Groupe final
Les quatre vainqueurs des quarts de finale se retrouvent dans un mini-championnat où ils se rencontrent deux fois. Le vainqueur gagne la Coupe d'Italie.
| Rang | Équipe     | Pts | J | G | N | P | Bp | Bc | Diff |
| ---- | ---------- | --- | - | - | - | - | -- | -- | ---- |
| 1    | AC Milan   | 7   | 6 | 3 | 1 | 2 | 10 | 9  | +1   |
| 2    | Torino     | 7   | 6 | 3 | 1 | 2 | 9  | 9  | 0    |
| 3    | Fiorentina | 6   | 6 | 2 | 2 | 2 | 9  | 5  | +4   |
| 4    | SSC Naples | 4   | 6 | 1 | 2 | 3 | 7  | 12 | -5   |

L'AC Milan et le Torino étant à égalité de points un match d'appui a lieu au Stade Luigi-Ferraris à Gênes, le match se solde par un match nul 0-0, Torino remporte sa quatrième Coupe d'Italie aux tirs au but (5 à 3).